# Верижна реакция
Верижната реакция е последователност от химични или ядрени превръщания, при които един или няколко от крайните продукти на реакцията предизвикват последващо встъпване на неутрални ядра или молекули в нея. Във верижната реакция положителната обратна връзка води до самоусилваща се поредица от събития.
Верижните реакции представляват един от начините, по които системите, които не са в термодинамично равновесие, могат да освобождават енергия или да увеличават ентропията си, за да постигнат състояние на по-висока ентропия. Например, дадена система може да не е способна да постигне по-ниско енергийно ниво чрез отделяне на енергия в околната среда, тъй като е възпрепятствана по някакъв начин от поемане на пътя, който води до освобождаване на енергията. Ако се произведе реакция, освобождаваща малко енергия и проправяща път за повече освобождаване на енергия в разширяваща се верига, тогава система обикновено би се сринала експлозивно, докато повечето от съхранената енергия се освободи.
Макроскопична метафора за верижна реакция е снежна топка, която постепенно нараства, докато накрая се образува лавина. Това се дължи на съхранявана гравитационна потенциална енергия, търсеща път за освобождаване чрез триене. Химическият еквивалент на снежната лавина е искра, причиняваща горски пожар. В ядрената физика един-единствен разсеян неутрон може да доведе до бързо критично събитие, което може да се окаже достатъчно енергийно за ядрен взрив.
Много верижни реакции могат да бъдат изразени чрез математически модел, базиран на Марковски вериги.

## Химични верижни реакции

### История
През 1913 г. немският химик Макс Боденщайн първи предлага идеята за химични верижни реакции. Ако две молекули реагират, образуват се не само молекули от последната реакция, но също и някои нестабилни молекули, които могат допълнително да реагират с първоначалните молекули с далеч по-голяма вероятност, отколкото първите реагенти.
През 1918 г. Валтер Нернст предполага, че фотохимичната реакция между водород и хлор е верижна реакция, за да обясни т.нар. квантова печалба. Това означава, че един фотон светлина е отговорен за образуването на 106 молекули продукт хлороводород. Нернс предполага, че фотонът разлага молекулата Cl2 на два Cl атома, като всеки от тях започва дълга верига от реакционни етапи, образуващи HCl.
През 1923 г. учените Кристиан Кристиансен и Ханс Крамерс, в анализ на образуването на полимерите, отбелязват че такава верижна реакция не е нужно да започва с молекула, възбудена от светлина, но може да започне и от две молекули, сблъскващи се поради термална енергия.
Кристиансен и Крамерс забелязват също, че ако в едно звено от реакционната верига се произведат две или повече нестабилни молекули, реакционната верига би се разклонила и би се разраснала. Всъщност, резултатът е експоненциален растеж, който поражда експлозивно покачване на скоростта на реакцията. Това е първото предложение за механизма на химическите взривове.
Теория за количествена верижна химична реакция е създадена по-късно от съветския физик Николай Семьонов през 1934 г. През 1956 г. Семьонов споделя Нобелова награда за химия със Сирил Хиншълуд, който независимо разработва много от същите количествени идеи.

### Обичайни етапи
Основните типове етапи във верижната реакция са следните:
- Започване (образуване на активни частици или верижни носители, често свободни радикали в термален или фотохимичен стадий).
- Разпространение (може да е съставено от няколко елементарни етапа в цикъл, при които активната частица чрез реакция образува друга активна частица, която продължава верижната реакция). Всъщност, активната частица служи като катализатор за общата реакция на цикъла на разпространение. Частни случаи са:

– разклоняване на веригата (етап на разпространение, при който се образуват още нови активни частици);
– верижен трансфер (етап на разпространение, при който активната частица е нарастваща полимерна верига, която реагира, за да образува неактивен полимер, чийто растеж завършва, а активна малка частица (като свободен радикал) тогава може да реагира, за да образува нова полимерна верига).
- Край (етап, при който активната частица губи активност, например чрез рекомбинация на два свободни радикала).

Дължината на веригата се определя като среден брой повтаряния на цикъла на разпространение и е равна на общата скорост на реакцията, разделена на скоростта на започването ѝ.

### Пример с реакция между водород и бром
Реакцията H2 + Br2 → 2 HBr продължава чрез следния механизъм:
- Започване

Br2 → 2 Br• (термално) или Br2 + hν → 2 Br• (фотохимично)
всеки атом Br е свободен радикал, обозначен със символа « • »
- Разпространение (тук цикъл от два етапа)

Br• + H2 → HBr + H•
H• + Br2 → HBr + Br•
сумата на тези два етапа съответства на общата реакция H2 + Br2 → 2 HBr, с катализа чрез Br•, който участва в първия етап и се регенерира във втория етап
- Забавяне (инхибиране)

H• + HBr → H2 + Br•
този етап е частен случай на този пример и съответства на първия етап на разпространение наобратно
- Край 2 Br• → Br2

рекомбинация на два радикала, което в този пример съответства на започването наобратно

### Други химични примери
Реакцията 2 H2 + O2 → 2 H2O предоставя пример за разклоняване на веригата. Разпространението е следствие на два етапа, чийто чист ефект е да се замени атом H с друг атом H плюс два OH радикала. Това води до взрив при определени условия на температура и налягане.
- H + O2 → OH + O
- O + H2 → OH + H

## Ядрена верижна реакция
Ядрената верижна реакция е предположена от Лео Силард през 1933 г., малко след като е открит неутрона, но и пет години преди откриването на ядреното делене. Силард знае за химичните верижни реакции и е запознат с ядрената реакция, произвеждаща енергия и включваща високоенергийни протони, бомбардиращи литий, която е демонстрирана от Джон Кокрофт и Ърнест Уолтън през 1932 г. Силард предлага използването на неутрони, теоретично произведени от определени ядрени реакции в леки изотопи, за да се предизвикат по-нататъшни реакции в леки изотопи, произвеждащи още неутрони. Той не предполага за деленето, като част от реакциите за произвеждане на неутрони, тъй като то все още е непознато по това време. Опитите с берилий и индий, които предлага, се провалят.
По-късно, след като ядреното делене е открито през 1938 г., Силард осъзнава възможността за използването на ядрената реакция за създаване на верижна реакция, докато деленето произвежда неутрони. През 1939 г. той и Енрико Ферми доказват тази реакция на урана, при която неутроните се множат. В тази реакция неутрон плюс делим атом причинява делене, което води до по-голяма брой неутрони от единствения, който е използван за започване на реакцията. Така се ражда идеята за ядрена верижна реакция. Това се оказва саморазпространяваща се и самоподдържаща се верижна реакция. Този принцип се използва в атомните реактори и атомните бомби.
Демонстрация на самоподдържащата се ядрена верижна реакция е направена за пръв път от Енрико Ферми и други в края на 1942 г. в експеримента Чикагски куп-1, което е и първият ядрен реактор, създаден от човека.